# Колфакс (Луизиана)
Колфакс (англ. Colfax) — город в приходе Грант, штат Луизиана, США, основанный в 1869 году. Назван в честь Шайлера Колфакса. Население Колфакса, состоящее в основном из афроамериканцев, насчитывало 1558 человек по переписи 2010 года.
Колфакс наиболее известен в связи с бойней эпохи реконструкции, известной как Колфакская резня.

## Население
Согласно переписи 2010, в городе проживало 1558 человек в 536 домохозяйствах в составе 348 семей.
Расовый состав населения:
- 65,5% - черных или афроамериканцев
- 32,1% - белых
- 0,3% - коренных американцев

По возрастным диапазоном населения распределялось следующим образом: 25,9% - лица моложе 18 лет, 57,5% - лица в возрасте 18-64 лет, 16,6% - лица в возрасте 65 лет и старше. Медиана возраста жителя составляла 37,4 года. На 100 лиц женского пола в городе приходилось 97,0 мужчин; на 100 женщин в возрасте от 18 лет и старше - 90,4 мужчин также старше 18 лет.
Средний доход на одно домашнее хозяйство составил 35 703 доллара США (медиана - 24 479), а средний доход на одну семью - 41 769 долларов (медиана - 28 000). Медиана доходов составляла 39 609 долларов для мужчин и 21 292 доллара для женщин. За чертой бедности находилось 42,5% лиц, в том числе 54,6% детей в возрасте до 18 лет и 30,1% лиц в возрасте 65 лет и старше.

Трудоустроенное население составляло 549 человек. Основные области занятости: образование, здравоохранение и социальная помощь - 54,1%, розничная торговля - 9,8%, производство - 7,7%.

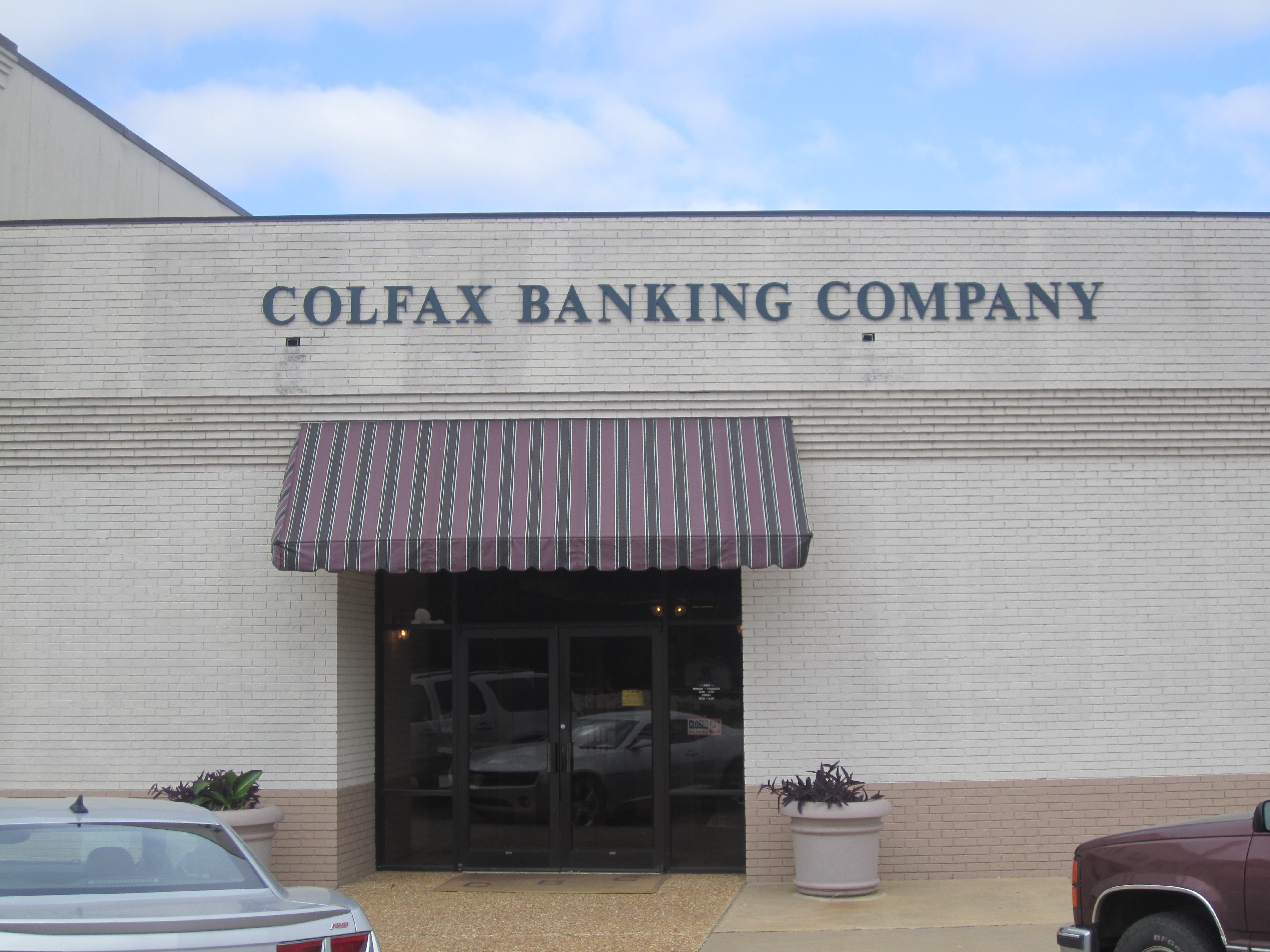
Банк в Колфаксе
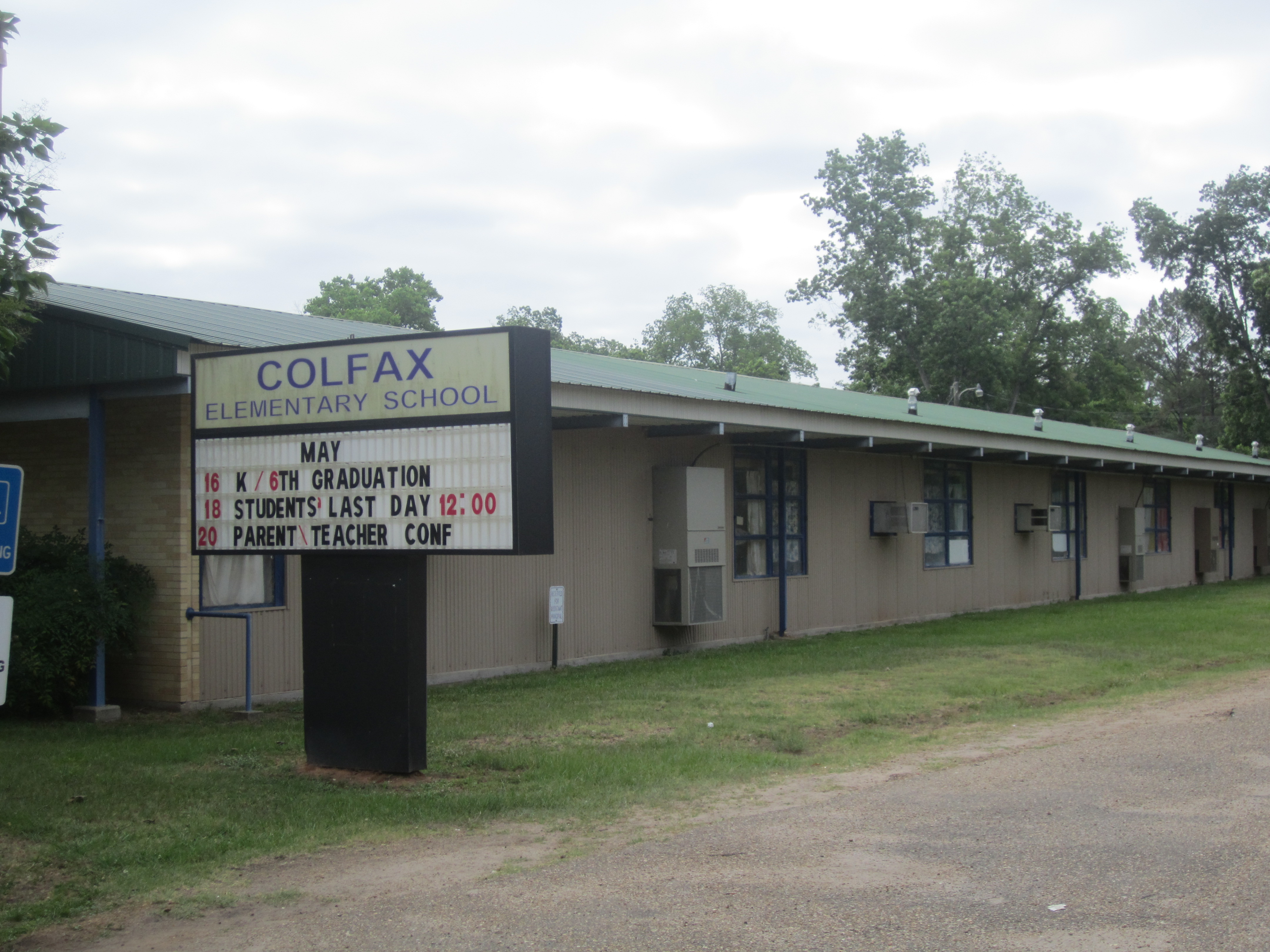
Школа в Колфаксе
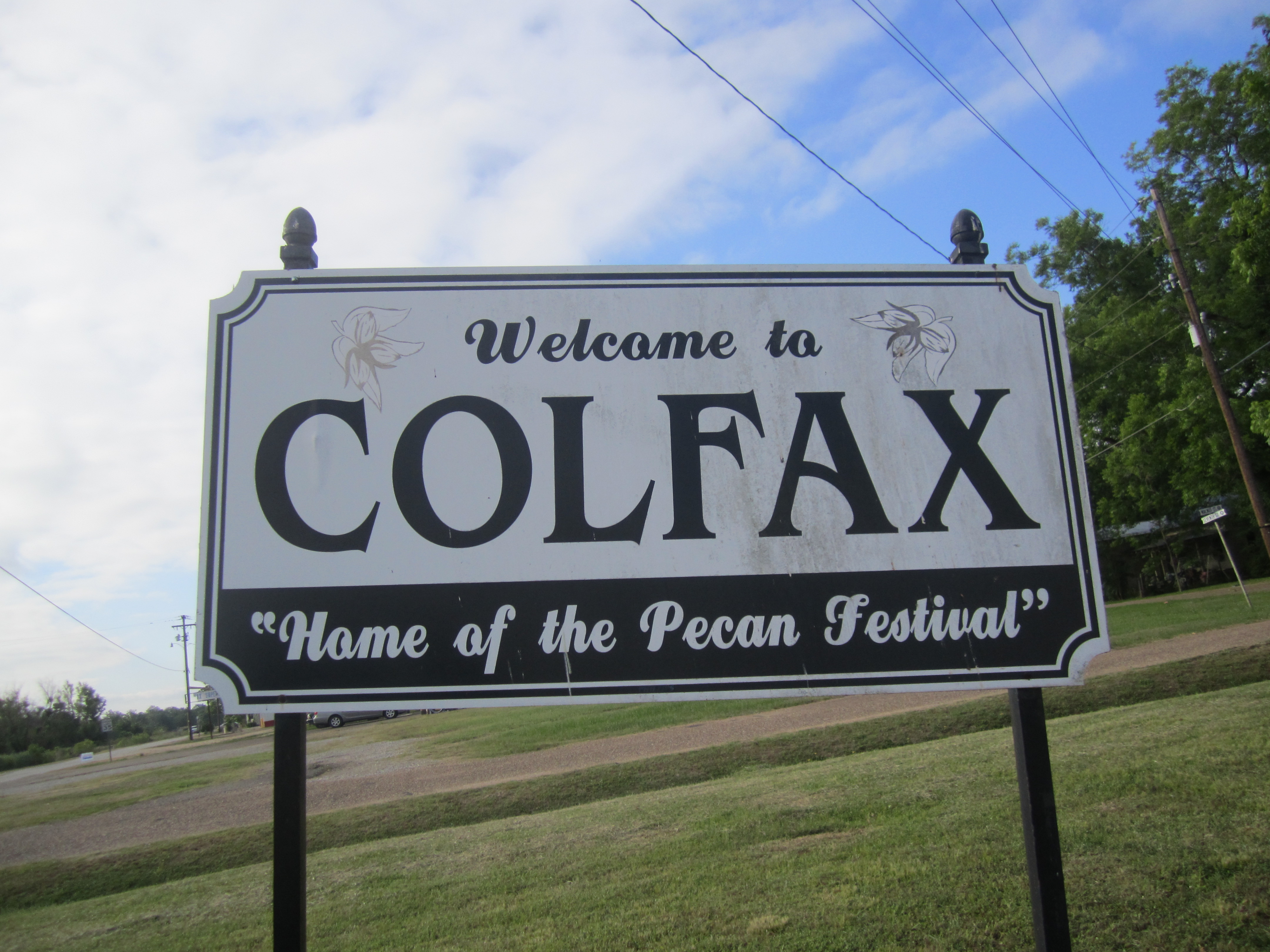
Приветственный знак в Колфаксе